# Challenger de Tyler 2023
El torneo Tyler Tennis Championships 2023 fue un torneo de tenis perteneció al ATP Challenger Tour 2023 en la categoría Challenger 75. Se trató de la 1ª edición; el tuvo tendrá lugar en la ciudad de Tyler (Estados Unidos), desde el 5 hasta el 11 de junio de 2023 sobre pista dura al aire libre.

## Jugadores participantes del cuadro de individuales
| Preclasificado | País                      | Jugador                   | Rank1 | Posición en el torneo |
| 1              | Bandera de Estados Unidos | Michael Mmoh              | 123   | Primera ronda         |
| 2              | Bandera de China Taipéi   | Wu Tung-lin               | 182   | Segunda ronda         |
| 3              | Bandera de Estados Unidos | Nicolas Moreno de Alboran | 187   | CAMPEÓN               |
| 4              | Bandera de Australia      | Marc Polmans              | 194   | Segunda ronda         |
| 5              | Bandera de Francia        | Antoine Escoffier         | 202   | Primera ronda         |
| 6              | Bandera de Túnez          | Aziz Dougaz               | 220   | Segunda ronda         |
| 7              | Bandera de Japón          | Yasutaka Uchiyama         | 226   | Baja                  |
| 8              | Bandera de Argentina      | Juan Pablo Ficovich       | 228   | Primera ronda         |

- 1 Se ha tomado en cuenta el ranking del 29 de mayo de 2023.

### Otros participantes
Los siguientes jugadores recibieron una invitación (wild card), por lo tanto ingresan directamente al cuadro principal (WC):
- Omni Kumar
- Thai-Son Kwiatkowski
- Adam Neff

Los siguientes jugadores ingresan al cuadro principal tras disputar el cuadro clasificatorio (Q):
- Nick Chappell
- Marius Copil
- Peter Gojowczyk
- Gustavo Heide
- Dane Sweeny
- Adam Walton

## Campeones

### Individual Masculino
- Nicolas Moreno de Alboran derrotó en la final a  Mikhail Kukushkin por 6–7(8), 7–6(0), 6–4.

### Dobles Masculino
- Alex Bolt /  Andrew Harris derrotaron en la final a  Evan King  /  Reese Stalder por 6–1, 6–4